# Museu Agrícola de Cambrils
El Museu Agrícola de Cambrils és un museu situat a l'antic Celler del Sindicat Agrícola de Cambrils (al Baix Camp).

## Museu
La nau principal de l'antic celler cooperatiu de Cambrils està dedicada a mostrar, en el seu context, el procés d'elaboració del vi i de l'oli. A partir de les instal·lacions i de la maquinària i amb l'ajut de plafons explicatius el visitant pot seguir pas a pas els successius estadis de la fabricació de l'oli i del vi, des de l'arribada a la Cooperativa de la matèria primera fins al producte final. Al llarg del recorregut s'hi mostren els cups, una gran varietat de premses, tines, bótes, i bocois per a l'emmagatzematge i el transport, així com altres estris i maquinària que intervenen al llarg del procés productiu.
Des de la seua inauguració el 1921 fins al 1994, en el celler cooperatiu s'hi realitza tot el procés de producció del vi. A partir del 1994 l'edifici, propietat de la Cooperativa Agrícola i Caixa Agrària de Cambrils, hereva de l'antic sindicat, passà per un període de reformes per tal de rehabilitar-lo com a museu, el qual, amb el nom de Museu Agrícola, l'any 1997 passà a formar part de la xarxa del Museu d'Història de Cambrils.